# ブラック部活
ブラック部活（ブラックぶかつ）もしくはブラック部活動（ブラックぶかつどう）とは、日本の教育（学校教育、主に小・中学校および高校）において、いわゆる「帰宅部」を一切認めず、生徒や保護者の同意を得ないまま部活動への入部を強制し、または生徒の人格を否定する暴言や、体調を崩すほどの長時間拘束をする部活動のことを指す俗語で、いわゆるブラック校則の一つに含まれる。
1960〜1980年代の「軍隊ばり」の管理教育を時代が違う平成時代以降でも行っていて、それゆえにブラック部活と呼ばれる。
鍛冶舎巧は「引き出しの少ない指導者は生徒を型にはめたがる。個性を尊重し奔放にやらせると自分が対応できなくなるから」と述べ、競技経験のない部活の顧問を任される教員が多く、結果的に事故・事件に発展しているケースもある。
例としては、高校球児の頭髪が挙げられ、周囲の固定観念が根強い。九州地方のチームが甲子園に立った時、監督が選手の頭髪を自由化すると、丸刈りを経験したOB（男子卒業生）やファンから「球児らしくない」「自分も丸刈りにしたのに、後の世代が丸刈りでないのは不公平だ」といった苦情が殺到したという。しかし、丸刈りの強制は明確な体罰（教育指導上の暴力）と定義されている。
スタンフォード大学（米国）アメリカンフットボール部コーチの河田剛は「日本人はケガをおしてやり続けることが素晴らしいと思っている」と言及している。

## 問題点と発生する理由
入部の強制
文部科学省が告示する学習指導要領では本来「部活動は学校教育活動の一環として、スポーツや文化、学問等に興味と関心をもつ同好の生徒が教職員の指導の下に、主に放課後などにおいて自発的・自主的に活動するもの」と定義されているが、ほとんどの中学・高校がこの指針に従っておらず、生徒（主に1・2年生）と保護者の同意を得ないまま入部を強制しており、いわゆる「帰宅部」を一切認めていない（受験を控える3年生では、1学期末で入部を免除される場合がある）。
校則で「部活は任意とする」旨が明文化されていても「文化系・運動系を問わず、いずれかの部に属しなければならない」気運が醸成され、実質的に強制となっている場合もある。中には防衛大学校のように運動系の部活動への入部と強制するよう明文化されている学校もある。
それにより、「部活動以外の民間のスポーツクラブや習い事に所属したい」と考えている生徒がスケジュールの都合上、諦めなければならないケースが増大する。これは民業圧迫（人権侵害）と解釈できる。
過酷な練習
NHKのテレビ番組『クローズアップ現代+』で、練習中に理不尽なパワーハラスメント行為を行う部活動の問題が取り上げられた。
「生徒の人格を否定する暴言や、体調を崩すほどの長時間拘束」といった内容で、こうした部活動を「ブラック部活」と呼び、吹奏楽部の指導者が生徒を罵倒したり椅子を蹴ったりする音声が流され、その実態が放送された。
ブラック部活が発生する理由
1. 学校や教育委員会が予算を確保したいため部活を強制し、過酷な練習をさせることで部活に関する「実績」を作り、教育分野ならではの「商売」を達成しようとする。
2. 内申書の「空欄」（通知表の中で、特記事項や備考欄などと呼ばれる欄）を埋めて、入試で高い点を取れるようにするために、部活を強制する。そして、学校の「進学実績」を上げる。
  - 仮に内申書で部活動の実績ができたからといって、それで進学に有利になるとは限らない。
3. 部活の部費という「名目で金銭を学校に納めさせる」（部費が必ずしも本音とは限らない）。そして、その中の一部を学校の「予算」に組み込む。
4. 子供を放課後や休日に学校の中に閉じ込めて「管理」する。(子供に不祥事を起こされると、学校に行政的な処分が下るため、「管理」しないと不安になる)
5. 部活大好き教師(BDK)や昭和時代の体育会系出身の教師や教育委員会の職員が、「自分たちが部活に参加していたのに、後世が部活に参加しないのはけしからん。気合や根性といった軍隊流の方法で子供を鍛え上げないと、大人になってから、社会の理不尽さや辛さには、とてもじゃないが耐えられない」と思っている。